# 四年B班
《四年B班》（英語：P.4B）是香港電視網絡所製作的清新校園小品。此劇以野田直希、張嘉晉、林淑銦、羅昊康、朱崇熙等小學生做主角，連同飾演校園裡的學生的數十小演員及飾演老師的陳宇琛、蔣祖曼、郭鋒及梁寶琪等演員主演。

## 沿革

### 故事背景
劇集以小朋友為骨幹，是約20年前香港電台的《晴天雨天孩子天》、《小時候》、《親親孩子天》、《柏林週記》後未曾拍攝的兒童實況劇。意念源於港視主席王維基要求編劇向他「賣橋」，當時創作部推銷以寫實手法討論校園欺凌、教育問題的故事，其後在決定開拍題材的會議中因道德考量而否決。事後，王維基認為兒童故事應繼續下去，於是他破例第一次向創作組提出對劇集題材的要求，建議他們創作一套走純情路線的兒童劇，最終便成為現時的《四年B班》。

### 演員招募
王維基堅持劇集不能起用常見的童星，亦不起用行為舉止做作的小孩，遂舉行公開招募，花了三星期與600多名全無演戲經驗的小孩見面，最終以朱崇熙、張嘉晉、林淑銦、羅昊康及野田直希為主角，配合另外15位小孩組成「四年B班」。
在第一輪招募中，朱崇熙蓄一個碗蓋頭表演西藏草原的水袖舞，被同組的兩名小孩指著嘲笑身為男孩子的他竟然跳舞，但他並無理會，依然專心地數拍子跳舞。編劇及導演十分欣賞他的專注，而這種專注對演繹角色非常重要。
在第三輪面試裏，為每個角色都挑選兩位小演員排練，原意是希望他們互相競爭來爭取演出機會，但在競爭女班長一角的余悅和林淑銦之間呈現的效果完全相反，兩位小演員惺惺相惜甚至成為好朋友。
原被屬意演出女班長的余悅因長途旅行及其他演出，最終不能演出女班長一角，林淑銦對自己以次選的身分補上一事表示理解，於是向余悅家長提議讓她飾演配角。在家庭會議中，余悅堅持要演配角，因她要支持好朋友林淑銦。
一眾小演員中，張嘉晉年紀最小，說話較口齒不清。儘管起用他的決定遭不少人反對，但認為現實生活中總有這些人，他能增添劇集的真實感。
成人角色方面，劇集採用港視改革後所採用的試鏡方法，先向全體公司藝人發電郵，打破電視界一向以來由製作一方決定的選角行規，而最早收到的回信是來自演員馮素波，儘管校長一角原訂為男性，她仍表示有興趣。

### 集數
此劇集原定為6集，最後更改為4集，為香港電視集數最少的劇集，王維基解釋此劇集為試驗性質，故只有短短4集。

## 演員表

### 植肇仁紀念小學

#### 教職員
| 演員           | 角色      | 暱稱/關係                                                                  |
| 郭 鋒          | 楊展勇    | 校長 經常於校長室偷看漫畫 討厭吃青椒及紅蘿蔔，因此將4B班學生的飯單用作墊枱 |
| 蔣祖曼         | 謝 瑛     | 謝主任 訓導主任 對蒲卓健沒有好感                                           |
| 陳子樂（童年） | 蒲卓健    | 蒲Sir 4B班代課班主任、數學老師 參見4B班                                    |
| 陳宇琛         | 蒲卓健    | 蒲Sir 4B班代課班主任、數學老師 參見4B班                                    |
| 梁寶琪         | 林詩玲    | Miss Lam 視藝老師 起初對蒲卓健沒有好感，後改觀                             |
| 呂 熙          | 周文森    | 周Sir 體育老師 對蒲卓健沒有好感                                            |
| 卓 躒          | 卓Sir     | 老師                                                                       |
| 王少萍         | Miss Wong | 1A班班主任                                                                 |
| 趙進銘         | 趙Sir     | 音樂老師                                                                   |
| 李焯寧         | 陳老師    | 老師                                                                       |
| 李 楓          | 風 姐     | 小食部職員 （特別客串演出）                                                |
| 游 飈          | 馬永雄    | 雄叔 校工 馬志威之父                                                       |

#### 4B班
| 演員           | 角色    | 暱稱/關係 |
| 陳子樂（童年） | 蒲卓健  | 蒲Sir 4B班代課主任、數學老師 植肇仁紀念小學之舊生，合唱團男高音 在一次班際歌唱比賽中被推舉為主音，結果被另一同學家長以資歷推倒其資格，令到自己以後討厭唱歌 其後在禮堂後樓梯深處寫下討厭陳老師的字句 參見教職員 |
| 陈宇琛         | 蒲卓健  | 蒲Sir 4B班代課主任、數學老師 植肇仁紀念小學之舊生，合唱團男高音 在一次班際歌唱比賽中被推舉為主音，結果被另一同學家長以資歷推倒其資格，令到自己以後討厭唱歌 其後在禮堂後樓梯深處寫下討厭陳老師的字句 參見教職員 |
| 野田直希       | 張君豪  | 將軍澳 秘密戰隊隊員 4B班學生 張育然之死黨 於開學日與何寶琳因名稱與將軍澳綫車站相似而被推舉為班長候選人但落選 於第1集偷偷潛入教員室取回飯單，但被校長偷聽事敗 於第1集被校長處罰寫悔過書及到天台花園做三個月小花農 於第2集數學科分組活動與張育然一組，後因人數不足而被逼與陳家軒一組 於第2集因陳家軒獨力承擔所有工作，並將他們的姓名一同寫在報告上，覺得內疚而向他道歉 在時空膠囊上寫"2025年，我要坐大過這艘(船型時空膠囊)一千倍的船環遊世界。"                                            |
| 張嘉晉         | 張育然  | 豬肉丸 秘密戰隊隊員 4B班學生 張君豪之死黨 於第1集偷偷潛入教員室取回飯單，但被校長偷聽事敗 於第1集被校長處罰寫悔過書及到天台花園做三個月小花農 於第2集數學科分組活動與張君豪一組，後因人數不足而被逼與陳家軒一組 於第2集因陳家軒獨力承擔所有工作，並將他們的姓名一同寫在報告上，覺得內疚而向他道歉 於第4集被推舉為班際歌唱比賽主音，因害怕在台上放屁而於第二日的選拔中請假，最後向同學坦然實情，並順利當上歌唱比賽主音 在時空膠囊上寫"2025年，我要坐將軍澳的船，環遊世界，開巡迴演唱會。" |
| 林淑銦         | 李紫澄  | 阿柴、李柴橙 秘密戰隊隊員 4B班學生、女班長 何寶琳、余悅之朋友 於第1集協助張君豪和張育然潛入教員室取回飯單，但被校長偷聽事敗 於第1集被校長處罰寫悔過書及到天台花園做三個月小花農 在時空膠囊上寫"2025年，我會成為一個醫生。" |
| 羅昊康         | 馬志威  | 4B班學生 秘密戰隊隊員 馬永雄之子 班上的小霸王，為人頑劣，經常欺負同學 於第3集虛構鬼故事捉弄同學，原因是害怕給同學知道爸爸是校工而被取笑 在時空膠囊上寫"2025年，我們五個依然是好朋友。" |
| 朱崇熙         | 陳家軒  | 污Joe 秘密戰隊隊員 4B班學生 因父親經營魚檔而校服長期有魚腥味而遭同學排擠 因為於便服日中被誤會未有捐錢而需要穿校服回校被同學取笑 於第2集數學科分組活動被排擠，後因張君豪張育然組別人數不足而與他們一組 於第2集承擔所有工作，後被老師稱讚 在時空膠囊上寫"2025年，我要開一間像學校那麼大的魚店。" |
| 林正衡         | 孫彬禮  | 4B班學生、男班長 由小一開始一直為男班長、小三為風紀 於開學日私下向謝瑛發電郵要求4B班推行有營飯盒計劃，結果同學得悉之後均反對計劃 |
| 林安琪         | 鄭思韻  | 女皇、Isabella 4B班學生 為人愛美，於便服日穿上雞尾酒禮服回校 於第3集向同學炫耀自己的限量版顏色筆套裝 於第4集不服班際歌唱比賽不被選為主音，與母親向老師投訴而進行選拔 最後因張育然請假而當選主音 |
| 余 悅          | 余 悅   | 小悅 4B班學生 何寶琳、李紫澄之朋友 |
| 張若茵         | 何寶琳  | 冬菇妹 4B班學生 余悅、李紫澄之朋友 於開學日與張君豪因名稱與將軍澳綫車站相似而被推舉為班長候選人但落選 |
| 王靖維         | 維 維   | 4B班學生 |
| 潘碧嫻         | Brianne | 4B班學生 |
| 鄭浩然         | 白眼鏡  | 4B班學生 |
| 陳展毅         | 中 阮   | 4B班學生 |
| 梁弘哲         | 阿 爽   | 4B班學生 |
| 黃子維         | 喇 叭   | 4B班學生 |
| 黃秋林         | 陳可明  | 4B班學生 |
| 黃梓軒         | 王 子   | 4B班學生 |
| 林子謙         | Jim     | 4B班學生 |
| 張碧珊         | 大 孖   | 4B班學生 |
| 張碧倩         | 細 孖   | 4B班學生 |

#### 校園內的其他同學
| 演員   | 角色  | 暱稱/關係            |
| 陳佳言 | 同 學 | 校園小記者           |
| 羅駿熙 | 同 學 | 校園小記者           |
| 董 源  | 同 學 | 4A班同學             |
| 張殷碩 | 同 學 | 4A班同學             |
| 唐立凱 | 同 學 | 4A班風紀             |
| 莊詠喬 | 同 學 | 學校內不同班級的同學 |
| 焦世銘 | 同 學 | 學校內不同班級的同學 |
| 黃濼桁 | 同 學 | 學校內不同班級的同學 |
| 葉雋希 | 同 學 | 學校內不同班級的同學 |
| 馮雅澄 | 同 學 | 學校內不同班級的同學 |
| 唐依雯 | 同 學 | 學校內不同班級的同學 |
| 林思傑 | 同 學 | 學校內不同班級的同學 |
| 朴妍榛 | 同 學 | 學校內不同班級的同學 |
| 郭正豐 | 同 學 | 學校內不同班級的同學 |
| 葉雋恩 | 同 學 | 學校內不同班級的同學 |
| 林泳妤 | 同 學 | 學校內不同班級的同學 |
| 關 葇  | 同 學 | 學校內不同班級的同學 |
| 英子慧 | 同 學 | 學校內不同班級的同學 |
| 黃承康 | 同 學 | 學校內不同班級的同學 |
| 陳冠宏 | 同 學 | 學校內不同班級的同學 |
| 賴卓瑤 | 同 學 | 學校內不同班級的同學 |
| 黃璟熙 | 同 學 | 學校內不同班級的同學 |
| 陳暐珩 | 同 學 | 學校內不同班級的同學 |
| 郭 雙  | 同 學 | 學校內不同班級的同學 |
| 陳 靖  | 同 學 | 學校內不同班級的同學 |
| 黃詠晴 | 同 學 | 學校內不同班級的同學 |
| 黃詠嫻 | 同 學 | 學校內不同班級的同學 |
| 單瑋然 | 同 學 | 學校內不同班級的同學 |
| 鄧宇森 | 同 學 | 學校內不同班級的同學 |
| 鄭可兒 | 同 學 | 學校內不同班級的同學 |

### 學生家長
| 演員   | 角色 | 暱稱/關係                                                        |
| 陸駿光 |      | 陳家軒之父 魚檔老闆 於便服日忘記給兒子穿上便服而令他受恥笑       |
| 錢 悅  |      | 陳家軒之妹                                                       |
| 馮素波 |      | 張育然之祖母                                                     |
| 陳安瑩 |      | 張育然之母 茶餐廳東主                                            |
| 張雅麗 |      | 鄭詩韻之母 因不滿女兒不被推選為主音而到學校投訴                  |
| 關伊彤 |      | 於蒲卓健在小學就讀時因他被選為主音而自己的兒子落選不滿到學校投訴 |

## 記事
- 2013年5月：公開招募小演員。
- 2013年6月：試鏡。
- 2013年7月11日：小演員試造型。
- 2013年7月12日起：小演員培訓。
- 2013年8月1日：劇組於王維基母校民生書院舉行開鏡記者會。[6]
- 2013年8月27日：此劇正式煞科。

## 提名及獎項

### 觀眾在民間電視大奬2018
此劇於2018年於香港開電視播出，故可獲提名資格，惟未能入圍各個獎項的最終候選名單。

## 製作團隊
| - 總導演：蘇萬聰 - 編審：阮美鳳 - 創作總監：林少枝 - 導演：蘇嘉敏 - 副導演：鄭倬霖、王志華、潘啟揚 - 編劇：袁寶慧、何珮中、周曉紅 - 製片：陳樂雯 - 化粧：張家玲、陳詠婷 - 化粧指導：陳素潔 - 特技化粧： - 髮型：李明達、王伯僑 - 髮型指導：廖海明 - 服裝總管：蕭沛欣 - 服裝設計：趙納賢 - 服裝：孔稜斯、黃嘉恩 - 美術指導：王梓駿 - 助理美術指導：駱曉華 - 置景道具：李伯良、郭貴顯 - 營造統籌：李敵強 | - 攝影師：伍文尊、冼偉雄 - 攝影助理：陳伯駿、李潤培 - 燈光師：楊繼添 - 燈光助理：何繼禮 - 音響：孔健康 - 音響助理：陳家駿 - 小工:黃耀輝、尹偉豪 - 音響設計：余家祿、葉昞村、阮文彰 - 視像效果： - 剪接：鄭凱明 - 數碼調色：鄭凱明 - 視覺特技：盧傑威、劉志平 - 視覺特技指導：郭斯文 - 效果混音：iZone Sound Design - 配音混錄：姜達雲 - 配樂指導：黃譜誠 - 片頭製作：郭斯文、盧威 - 製作聯絡：梁志威 - 劇務：蘇小傑 - 場記：鄭倬霖 |

## 節目變遷
| 马来西亚 Astro雙星、Astro双星HD 星期日至四 19:30－20:00 節目 · 7月19日 19:36－20:04 · 7月20日 19:37－20:02 · 7月22日 19:36－20:05 | 马来西亚 Astro雙星、Astro双星HD 星期日至四 19:30－20:00 節目 · 7月19日 19:36－20:04 · 7月20日 19:37－20:02 · 7月22日 19:36－20:05 | 马来西亚 Astro雙星、Astro双星HD 星期日至四 19:30－20:00 節目 · 7月19日 19:36－20:04 · 7月20日 19:37－20:02 · 7月22日 19:36－20:05 |
| --- | --- | --- |
| | 四年B班 （2015年7月19日－7月22日）                                                                                                | |
| 惡毒老人同盟 （第16-20集） （2015年7月12日－7月16日）                                                                             | 三面形醫 （2015年7月23日－8月17日） （19:00－20:00）                                                                              | |

| 香港電視網絡 星期一至五 19:00－19:30 節目 | 香港電視網絡 星期一至五 19:00－19:30 節目            | 香港電視網絡 星期一至五 19:00－19:30 節目 |
| ----------------------------------------- | ---------------------------------------------------- | ----------------------------------------- |
|                                           | 四年B班 （2015年7月20日－7月23日）                   |                                           |
| 惡毒老人同盟 （2015年6月22日－7月17日）   | 三面形醫 （2015年7月24日－8月18日） （19:00－20:00） |                                           |

| cHK香港台 星期一至五 22:00－23:00 節目 | cHK香港台 星期一至五 22:00－23:00 節目 | cHK香港台 星期一至五 22:00－23:00 節目 |
| -------------------------------------- | -------------------------------------- | -------------------------------------- |
|                                        | 四年B班 （2015年10月19日－10月20日）   |                                        |
| 妻子的秘密 （2015年8月3日－10月16日）  | 三面形醫 （2015年10月21日－11月13日）  |                                        |

| 香港電視網絡 星期六 06:00－07:00 節目（其他重播時段請參見這裡） | 香港電視網絡 星期六 06:00－07:00 節目（其他重播時段請參見這裡） | 香港電視網絡 星期六 06:00－07:00 節目（其他重播時段請參見這裡） |
| --------------------------------------------------------------- | --------------------------------------------------------------- | --------------------------------------------------------------- |
|                                                                 | 四年B班 （2015年11月7日－11月14日）                             |                                                                 |
| 驚異世紀 （2015年9月5日－10月31日）                             | 第二人生 （2015年11月21日－2016年1月30日）                      |                                                                 |

| 香港 奇妙77台 星期一至五 20:30 - 21:30    | 香港 奇妙77台 星期一至五 20:30 - 21:30     | 香港 奇妙77台 星期一至五 20:30 - 21:30 |
| ----------------------------------------- | ------------------------------------------ | -------------------------------------- |
|                                           | 四年B班 （2018年8月29日 - 2018年8月30日）  |                                        |
| 童話戀曲 （2018年8月6日 - 2018年8月28日） | 第二人生 （2018年8月31日 - 2018年9月14日） |                                        |

Template:即將推出的香港電視劇集